# La rosa bianca e la rosa rossa
La rosa bianca e la rosa rossa è un'opera in due atti composta da Simon Mayr su di un libretto italiano di Felice Romani. Debuttò al Teatro Sant'Agostino di Genova il 21 febbraio 1813. Ambientata in Inghilterra sullo sfondo delle Guerra delle due rose, il libretto di Romani è basato su La rose blanche et la rose rouge di René-Charles Guilbert de Pixerécourt. L'opera di Mayr è stata eseguita anche con il titolo Il trionfo dell'amicizia.

## Registrazioni
- Mayr, La rosa bianca e la rosa rossa - Orchestra Stabile di Bergamo, diretta da Thomas Briccetti [ de ; it ] con Anna Caterina Antonacci come Clothilde. Etichetta: BMG Ricordi